# 瓦爾佩林峰

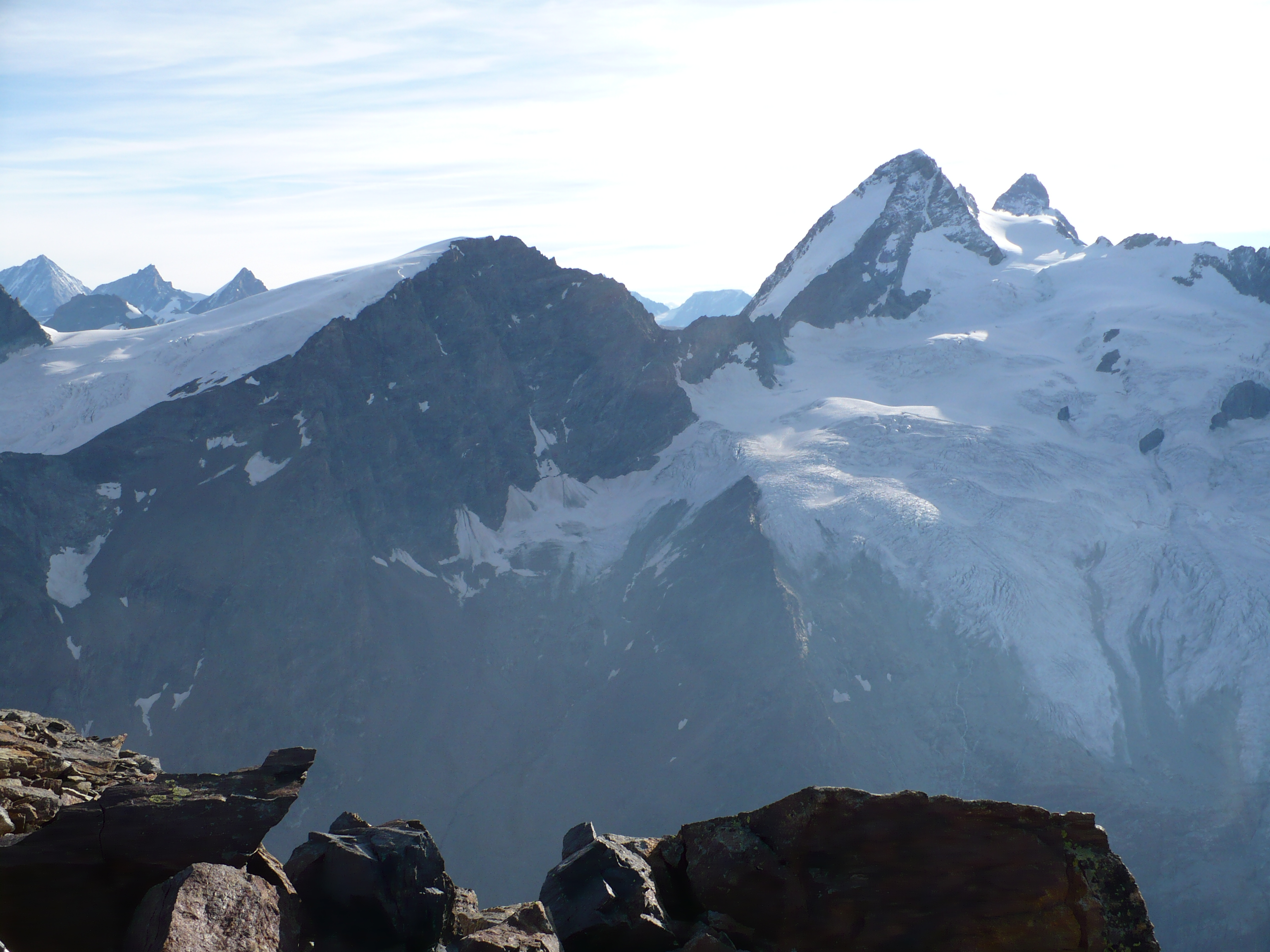

45°58′31″N 7°34′52″E / 45.97528°N 7.58111°E
瓦爾佩林峰（義大利語：Tête de Valpelline），是南歐的山峰，位於瑞士和意大利接壤的邊境，由瓦萊州和瓦萊達奧斯塔大區負責管轄，屬於本寧阿爾卑斯山脈的一部分，海拔高度3,799米。